# Rivière de Burnt Church Nord
La rivière de Burnt Church Nord est un cours d'eau du Nouveau-Brunswick, au Canada. Elle prend sa source à Lavillette, dans la paroisse d'Alnwick, à environ 100 mètres d'altitude. Elle suit ensuite un cours sinueux orienté d'abord vers le sud puis vers l'est. Elle conflue environ 13 kilomètres après sa source avec la rivière de Burnt Church Sud pour former la rivière de Burnt Church.